# Johann Ludwig Ammon
Johann Ludwig Ammon (* 15. Februar 1723 in Nürnberg; † 1772 ebenda) war ein deutscher Brauer und Mälzer sowie Numismatiker.

## Leben
Johann Ludwig Ammon wirkte in seiner Heimatstadt als erfolgreicher Bierbrauer. Er studierte Humaniora und erwarb sich durch das Studium zahlreicher Bücher vor allem in der Numismatik profunde Kenntnisse.
Er heiratete Anna Maria, geborene Pinzin.

## Schriften
Ammon hinterließ zahlreiche handschriftliche Sammlungen, sowie
- Sammlung berühmter Medailleurs und Münzmeister nebst ihren Zeichen, Nürnberg: im Verlag von Christian Gottholf Hauffe, 1778; Digitalisat über die Bayerische Staatsbibliothek
- Kurzgefaßte Nachrichten von Künstlern, welche sich seit 1400. bis 1770. beym Münzwesen hervorgethan. Wobey ihre Zeichen sorgfältig geprüfet, und ein Theil zu näherer Erläuterung in Holz geschnitten beygefüget worden, Nürnberg: Verlag bey Johann Gotthold Hausse, 1781; Digitalisat über die Martin-Luther-Universität Halle-Wittenberg